# 石田友治
石田 友治（いしだ ともじ、1881年（明治14年）5月20日 - 1942年（昭和17年）5月17日）は、日本の牧師、大正デモクラシーを代表する言論雑誌『第三帝国』の編集者。宗教家としても活躍した。望天と号す。

## 『第三帝国』の発刊
秋田県南秋田郡土崎港町（現・秋田市）生まれ。秋田中学中退後、聖学院神学校に入り、横手で牧師となったが、1年足らずでやめ、秋田魁新報社の記者となる。1912年（明治45年）に上京して『新公論』の編集にたずさわった。同年12月に第3次桂内閣が成立すると犬養毅や尾崎行雄を中心に第一次護憲運動が起こり、翌1913年（大正2年）1月25日には秋田県の県公園（いまの千秋公園）で秋田市青年会主催の憲政擁護の県民大会が開かれた時、この大会に参加している。
1913年10月10日、『万朝報』記者であった茅原華山に新雑誌創刊の話をもちかけ『第三帝国』を創刊した。「第三帝国」とは、イプセンの史劇に由来し、「霊肉一致」をもたらす新文明を表していた。当初この雑誌は、「小日本主義」 を唱えて植民地放棄を訴え、また、普通選挙請願運動の呼びかけ など当時においてはもっとも尖鋭な「民本主義」的な立場を展開した。『第三帝国』は、大場茂馬らの法律学者、浮田和民らの政治学者のみならず、堺利彦、大杉栄らの社会主義者や平塚らいてう、伊藤野枝ら青鞜社の女性達も執筆し、また地方青年らによる投稿欄には若き日の金子洋文や尾崎士郎らの名前も見えるなど、まさに大正デモクラシーを代表する雑誌となった。鈴木茂三郎、宇野弘蔵らも読者であった。
1915年（大正4年）の茅原の衆議院議員選挙への立候補と落選、そして、この落選を契機とする茅原の「新日本主義」や「新東洋主義」への思想的変化によって、次第にその影を潜めるとともに、茅原との対立はやがて法廷闘争にまで至った。

## 普通選挙請願運動
『第三帝国』創刊約1年後の1914年（大正3年）10月5日、同誌20号において「普く天下の同志に檄す」と題し、同誌の同人から、読者へと選挙権拡張の運動を起こすよう呼びかけられた。「苟も日本の男子にして満20歳に達する者は尽く選挙権を有するやう」になるため、「賛成の諸君」から「原籍、族籍、職業年齢」の明記された日本紙（美濃紙）を発行所である「益進会」まで郵送してもらい、「来るべき議会に請願書を提出」しようというものであった。
この呼びかけに堺利彦や数多くの読者から賛意や声援が寄せられた。これを受けて同年の11月5日号（『第三帝国』23号）において次号から具体的な発表をしていくこと、また「請願書を纏め、適当な立派な議員に紹介して貰つて出すと同時に、各方面の同感者に賛助を求め、演説会も開き、最も進歩せる整然たる運動にしたい」という考えを打ち出している。同月15日号（24号）には、徳島県出身の読者から「普通選挙請願用紙」を雑誌の付録として備え付けてはどうかという意見が出され、この号から試験的に採用されたのち、翌年1月25日号から本格的に「普通選挙請願用紙　二枚一銭　郵税廿枚迄二銭」の見出しが掲載され、請願運動が本格化した。この運動の中心となったのは愛知県出身の鈴木正吾であった。

## 宗教界への復帰
『第三帝国』は大正デモクラシーの灯火を掲げ、社会的運動ばかりではなく、新鋭文芸家の活躍の場となった。1917年（大正6年）10月10日、石田が入監したのに伴い小山東助が主幹を代行、無署名で巻頭論文を執筆した（ - 11月10日）。1918年（大正7年）10月9日には石田は老壮会 の創立会に参加している。こののち『第三帝国』は『文化運動』と改題し、下中弥三郎 の手に経営が移ってからは、石田は再び宗教界に復帰し、賀川豊彦らとともに活動した。神田の青年会館（東京YMCA会館）が1923年（大正12年）の関東大震災で被災したのちの仮会館での復興途上の諸活動は1927年（昭和2年）に石田が編纂した『人格建造・奉仕道場としての東京基督教青年会』に詳しい。1928年（昭和3年）にはジュネーヴで開かれた世界宗教平和大会協議会に日本代表として出席しており、1929年（昭和4年）には東京基督教青年会宗教部より刊行の『基督教講座』第3期第2巻および第3巻の編集兼発行者となっている。
賀川豊彦と石田友治は昭和初年より東京で医療組合活動を推進していたが、石田の故郷秋田では鈴木真洲雄が中心となって農民のための医療組合設立運動を展開していた。鈴木をとりまく人道主義者・協同組合主義者・社会主義者らはこの状況を改革しようと志し、石田友治の援助をうけ、県庁内の革新官僚と手をむすんで運動を展開した。1932年（昭和7年）秋田医療利用組合の設立が県知事名で認可された。これは賀川・石田らの東京での医療組合運動とならんで、全国にさきがけた快挙となった。鈴木は石田の兄が経営する病院で診察を開始、やがて新病院を建設、さらに県内各地にこの運動が広がった。

## 家族
息子の石田友雄は、ヘブライ大学の研究室で古代オリエント史を専攻し、テルアビブ空港乱射事件の際には、岡本公三の通訳を務めた。

## 著書・雑誌・論評
（著書）
- 『人格建造・奉仕道場としての東京基督教青年会』（1927）
- 『基督教講座　第3期第2巻』（東京基督教青年會宗教部、1929）
- 『基督教講座　第3期第3巻』（東京基督教青年會宗教部、1929）

（雑誌）
- 『新公論』
- 『第三帝国』（1913～1918）
- 『文化運動』
- 『兄弟愛運動』（1933）

（論評）
- 「一切が利用、一切が手段」（『中央公論』、1915.12）
- 「農民生活調査 (一～七)」(『東京朝日新聞』、1919.11.30）